# Нєформат
«Нєформат» — другий альбом гурту «Танок на майдані Конґо», що вийшов 2001 року на лейблі «Воля музика».
Сумісний концерт-презентація відбувся 26 грудня 2001 року у київському клубі «Бабуїн», разом із гуртом «Тартак», які представили свій «Демо графічний вибух».
На пісні «Восени», «ПоRAPалося серце», «По барабану», «Люба Люба» та «А море де?» були зняти кліпи.
У 2004 та 2006 роках цей альбом — разом із бонусами — був перевиданий лейблами «Астра Рекордс» та «Moon Records» відповідно.

## Композиції
| No. | Назва                                                        | Назва                                                        | Трив. |
| --- | ------------------------------------------------------------ | ------------------------------------------------------------ | ----- |
| 1.  | «Весела пісенька» (скіт by Ірина Грей)                       | «Весела пісенька» (скіт by Ірина Грей)                       | 0:45  |
| 2.  | «По радіо співали москалі»                                   | «По радіо співали москалі»                                   | 3:25  |
| 3.  | «Сірйожа» (скіт by Ігор «Гоша» Арнаутов)                     | «Сірйожа» (скіт by Ігор «Гоша» Арнаутов)                     | 0:40  |
| 4.  | «Здра, моя Ра!»                                              | «Здра, моя Ра!»                                              | 3:15  |
| 5.  | «***» (скіт by БОрис & Марина Гінжук)                        | «***» (скіт by БОрис & Марина Гінжук)                        | 0:20  |
| 6.  | «Восени»                                                     | «Восени»                                                     | 4:14  |
| 7.  | «Уроки української» (скіт by Лука Прилипчан feat Аніта Лейн) | «Уроки української» (скіт by Лука Прилипчан feat Аніта Лейн) | 0:59  |
| 8.  | «ПоRAPалося серце»                                           | «ПоRAPалося серце»                                           | 3:35  |
| 9.  | «Закатай» (скіт by Ігор «Гоша» Арнаутов)                     | «Закатай» (скіт by Ігор «Гоша» Арнаутов)                     | 0:41  |
| 10. | «А море де?»                                                 | «А море де?»                                                 | 4:00  |
| 11. | «Погрозливий гуркіт» (скіт by Лесь Подерв'янський)           | «Погрозливий гуркіт» (скіт by Лесь Подерв'янський)           | 0:36  |
| 12. | «ТІкаю»                                                      | «ТІкаю»                                                      | 4:31  |
| 13. | «14.06.001» (скіт by Міхєй)                                  | «14.06.001» (скіт by Міхєй)                                  | 0:51  |
| 14. | «На дачу.ru» (feat. Міхєй)                                   | «На дачу.ru» (feat. Міхєй)                                   | 4:39  |
| 15. | «15.06.001» (скіт by Сашко Положинський)                     |                                                              | 0:17  |
| 16. | «люба Люба»                                                  |                                                              | 3:23  |
| 17. | «Гоголя промова» (скіт з фільму «Вій»)                       |                                                              | 0:51  |
| 18. | «Мила/Вій' 2000» (feat. Ніна Матвієнко)                      |                                                              | 4:19  |
| 19. | «Як тобі до вподоби Ц?» (скіт by Сергій Сівохо)              |                                                              | 0:36  |
| 20. | «Ретро»                                                      |                                                              | 3:44  |
| 21. | «911» (скіт by Ігор «Гоша» Арнаутов)                         | «911» (скіт by Ігор «Гоша» Арнаутов)                         | 0:35  |
| 22. | «Welcome сюди III»                                           | «Welcome сюди III»                                           | 0:41  |
| 23. | «По барабану»                                                | «По барабану»                                                | 3:15  |
| 24. | «www.vsravsya.com.om ;-)» (скіт by Ігор «Гоша» Арнаутов)     | «www.vsravsya.com.om ;-)» (скіт by Ігор «Гоша» Арнаутов)     | 1:23  |
|     |                                                              | Повна Тривалість:                                            | 53:03 |

| No. | Назва                                    | Назва                                    | Трив.   |
| --- | ---------------------------------------- | ---------------------------------------- | ------- |
| 25. | «Ансамбль "Сонечко" comeback»            | «Ансамбль "Сонечко" comeback»            | 0:35    |
| 26. | «На дачу.ua»                             | «На дачу.ua»                             | 4:24    |
| 27. | «Welcome сюди II»                        | «Welcome сюди II»                        | 0:56    |
| 28. | «Галя» (скіт by Юрій Горбунов)           | «Галя» (скіт by Юрій Горбунов)           | 0:47    |
| 29. | «За ношов стодолоу» (feat. Кобза)        | «За ношов стодолоу» (feat. Кобза)        | 3:15    |
| 30. | «Патрони» (скіт by Ігор «Гоша» Арнаутов) | «Патрони» (скіт by Ігор «Гоша» Арнаутов) | 0:21    |
| 31. | «Кому нокаут?»                           | «Кому нокаут?»                           | 3:55    |
| 32. | «Граблі»                                 | «Граблі»                                 | 4:14    |
|     |                                          | Повна Тривалість:                        | 1:10:07 |

| No. | Назва                   | Назва                   | Трив.   |
| --- | ----------------------- | ----------------------- | ------- |
| 33. | «Восени (Франковерсія)» | «Восени (Франковерсія)» | 4:14    |
| 34. | «Арешт (Франковерсія)»  | «Арешт (Франковерсія)»  | 4:42    |
|     |                         | Повна Тривалість:       | 1:19:26 |